# Discriminación de la excelencia
La discriminación de la excelencia, llamado en algunos contextos síndrome del clavo que sobresale o antimeritocracia, es el trato injusto hacia la gente que tiene un desempeño superior o sobrerendimiento. La discriminación contra los estudiantes de alto rendimiento incluye tanto críticas al trato injusto en prácticas de admisión, concesión de títulos o promociones que no se basan en el mérito como represión hacia las personas que destacan por sus capacidades. Este trato se da cuando no se valora el mérito o los sesgos conducen a la ineficiencia económica o a la toma de decisiones arbitrarias o nepotistas . La discriminación contra estudiantes excelentes durante las admisiones ha sido debatida en la Ivy League y se examina legalmente en casos de personas con un rendimiento superior en las pruebas estandarizadas de admisión a la universidad que, aun así, no son admitidas. En algunas culturas está marcada por el miedo o la vergüenza a ser diferente o puede ser generado por la envidia o el odio hacia la intelectualidad y hacia las personas con un mayor rendimiento académico.

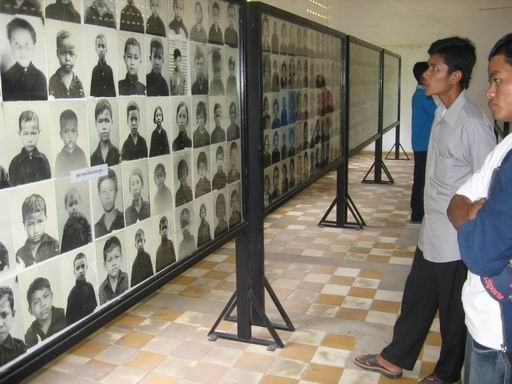
El régimen jemer rojo promovía un igualitarismo extremo que se traducía en la represión y discriminación a la excelencia de manera brutal e irracional. Personas con gafas o capaces de hablar un idioma extranjero eran perseguidas.

## Discriminación en la educación superior
Un ejemplo de este tipo de discriminación son los escándalos de corrupción en admisiones universitarias del 2019, donde Harvard College (entre otros) ha sido demandado en el caso Estudiantes por Admisiones Justas contra Harvard debido a que algunas personas obtuvieron mejores resultados en los exámenes estandarizados de admisión universitaria y no fueron admitidos que personas con resultados más bajos que si lo fueron. El Departamento de Justicia de EE. UU. comenzó a estudiar un posible sesgo sistématico en los estándares de admisión a las universidades.
Los criterios de admisión y promoción en universidades y colegios son eventos críticos de control de carrera, en los que la superposición inesperada de criterios opacos y no basados en el mérito puede llevar a que personas con un rendimiento superior, basado en el mérito, se les asignen resultados inferiores en los procesos de admisión. Puede haber discriminación incluso en sistemas que dicen basarse en el mérito, si se usan criterios poco claros o subjetivos para medir el rendimiento. Esto puede llevar a decisiones injustas y a una pérdida de eficiencia. 

## Fundamentos históricos
La desaceleración del rendimiento académico y la abolición del desempeño intelectual superior han ocurrido a lo largo de la historia. Por ejemplo, académicos, docentes y estudiantes fueron intencionalmente perseguidos durante el genocidio camboyano. El régimen de los Jemeres Rojos seleccionaba a los nuevos maestros según criterios ideológicos y de acción afirmativa, y no por su excelencia docente, lo que resultó en altos niveles de analfabetismo. 

## Estructura social
La teoría de la discriminación de la excelencia propone que las personas que sobresalen mucho (el llamado "übergrupo") pueden ser vistas como un grupo aparte, lo que genera rechazo o discriminación. Esto se basa en la teoría de la identidad social, que explica cómo las personas tienden a dividirse entre grupos a los que pertenecen y grupos ajenos, favoreciendo a los propios y excluyendo a los otros.